# Linguetta (meccanica)

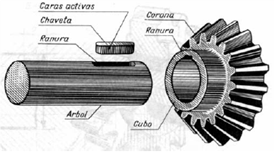
Schema rappresentativo di una linguetta, di un albero e di una ruota dentata

In meccanica, la linguetta è un elemento di collegamento tra un albero e un altro organo.
Le chiavette e le linguette sono due metodi per realizzare collegamenti di trasmissione meccanica tra un albero e un mozzo recante una ruota (ad esempio una ruota dentata o una puleggia). Pur sembrando simili, questi due metodi presentano delle differenze sostanziali sia nel funzionamento sia nell'applicazione.

## Generalità

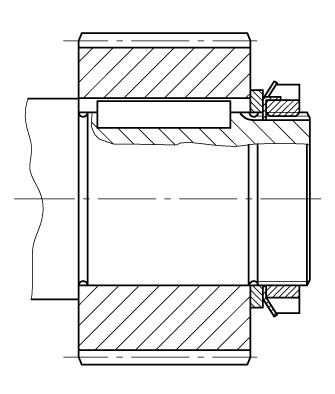
Sezione di un accoppiamento tramite linguetta

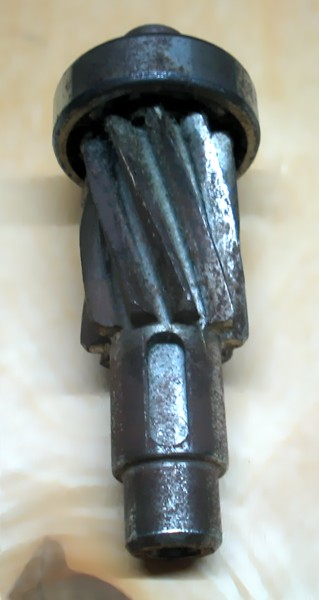
Albero munito di una sede per linguetta

La linguetta è essenzialmente un parallelepipedo di acciaio. Secondo la norma UNI 6604 deve essere costruita con acciaio avente carico di rottura Rm superiore a 590 MPa.
Essa viene montata all'interno di due sedi scavate negli oggetti da montare dette cave, in modo tale che i suoi fianchi aderiscano a quelli di queste ultime. Questo è molto importante perché la linguetta, lavorando per ostacolo su di essi, è soggetta a uno sforzo di taglio che ne limita la forza trasmissibile.
Il principale vantaggio della linguetta rispetto alla chiavetta consiste proprio nel modo in cui lavora. Non essendoci alcun tipo di forzamento radiale essa garantisce il corretto centraggio di albero e mozzo, che una volta in rotazione risultano coassiali e danno luogo a vibrazioni assai limitate. Per tale motivo la linguetta è indicata specialmente per applicazioni che prevedano carichi medi e regimi di rotazione alti, per i quali la chiavetta non sarebbe indicata per via del disallineamento degli assi che essa provoca. Se il carico da trasmettere è invece molto elevato, si può ricorrere all'uso di un profilo scanalato, che nel suo funzionamento può essere considerato come una serie di più linguette che lavorano in contemporanea.
Le dimensioni delle linguette sono normate dalla UNI 6604: base e altezza della sezione rettangolare dipendono principalmente dal diametro dell'albero. Si assume implicitamente che a un albero grande sia associata una altrettanto grande potenza da trasmettere e che la dimensione dell'elemento di collegamento debba discendere di conseguenza. Per quel che riguarda la lunghezza, la medesima norma prescrive, in funzione del diametro nominale dell'albero, una serie di lunghezze unificate. La scelta della lunghezza opportuna fra quelle suggerite è responsabilità del progettista.

## Lavorazione delle cave
La cava  nel mozzo viene creata per mezzo di lavorazioni quali la stozzatura o la brocciatura, eseguita in un punto di elevato spessore (nel caso di pulegge è consigliabile ad esempio eseguirla in corrispondenza di una razza). La sua profondità è unificata dalla norma e indicata in opportune tabelle, così come la tolleranza sulla larghezza.
La cava nell'albero viene creata per fresatura ed è anch'essa di profondità unificata. Nel caso si usi una fresa cilindrica (detta anche a candela) si ottiene una forma simile a un'asola nella quale va alloggiata la linguetta tradizionale (del tipo dritta o arrotondata). In alternativa si può usare una fresa a disco creando una sede a forma di mezzaluna, per la quale viene usata la cosiddetta linguetta americana o a disco (appunto fatta a forma di "fetta d'anguria"/"mezzaluna"): questa seconda opzione presenta una notevole facilità di esecuzione, ma ha il difetto di provocare una sensibile diminuzione della resistenza della sezione interessata per via di una profondità di cava maggiore di quella ottenibile con la fresatura cilindrica (è sconsigliabile quindi per alberi di piccolo diametro).